# Monastère de Kem
Le monastère de Kem (Ке́мский монастырь), ou monastère de l'Annonciation-et-des-Nouveaux-Martyrs-et-Confesseurs-Russes (Ке́мский Благовещенский монастырь во имя Новомучеников и Исповедников Российских), est un monastère d'hommes de l'Église orthodoxe russe situé en Russie à Kem en Carélie. Il dépend de l'éparchie de Kostomoukcha.
Le Saint-Synode décide le 29 décembre 2000 d'ouvrir une petite communauté monastique autour de la collégiale de l'Annonciation à moitié en ruines ; elle est dirigée par le hiéromoine Méthode (Vassilkov). L'église se trouve au bord de la rivière Kem qui se jette dans la mer Blanche.

## Églises

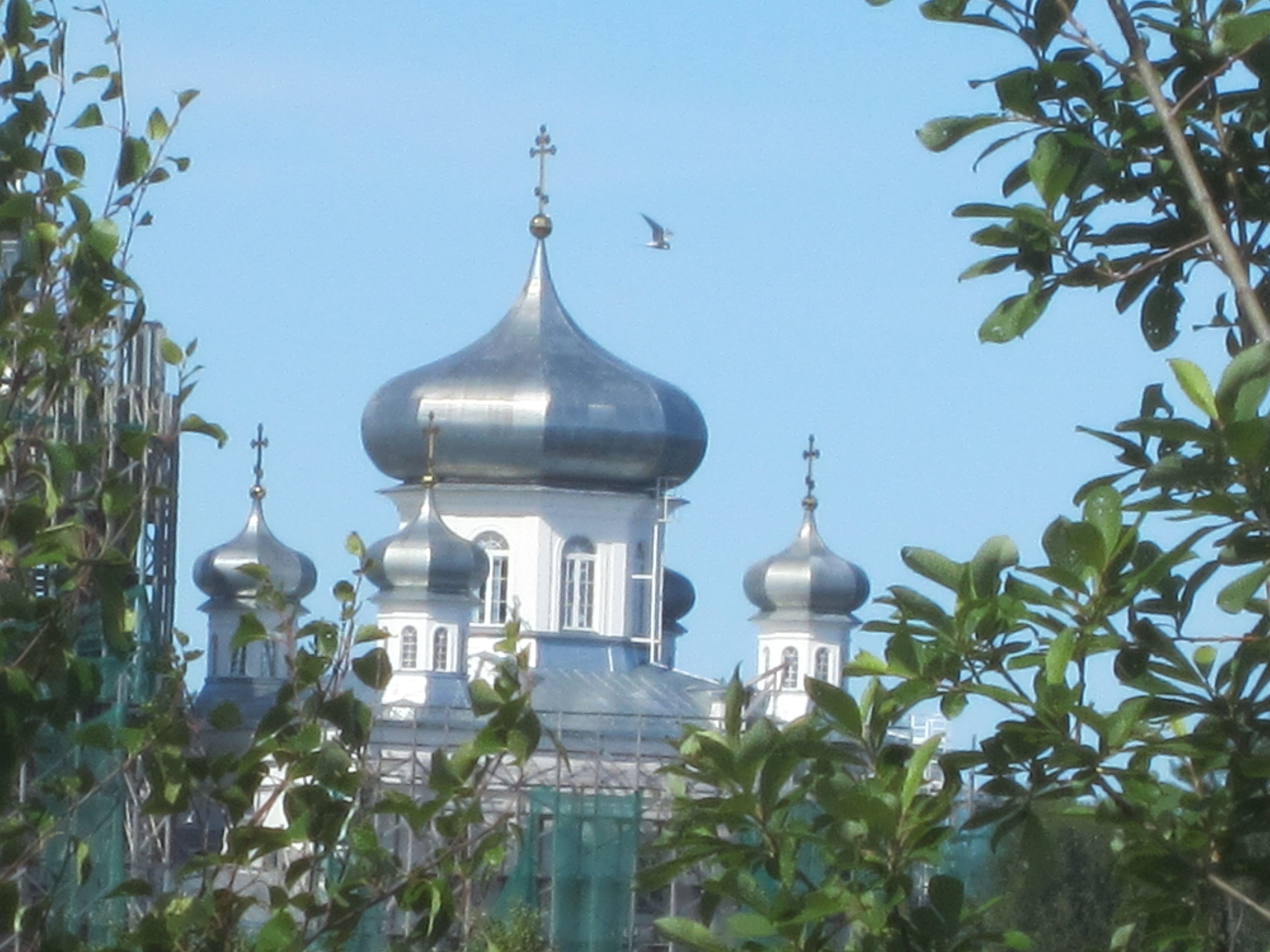
Les coupoles en 2019.

Le monastère possède une église de pierre dédiée à l'Annonciation construite en 1903 sur les fonds du marchand Fiodor Antonov et inscrite aujourd'hui au patrimoine protégé au niveau régional. Son autel est consacré à l'Annonciation et les patrons secondaires de l'église sont les apôtres Pierre et Paul et saint Théodore le Stratilate. L'église est fermée par les autorités communistes en 1934 et sert de dépôt, et l'on construit à côté un hôtel-restaurant pour le repos des tchékistes gardiens du Goulag des îles Solovetski. L'église est rendue à l'Église orthodoxe russe en 1991 et quelques travaux de restauration commencent,. On construit en sous-sol une chapelle dédiée à saint Nicolas. Cependant, la communauté utilise pour les célébrations habituelles la grande église de bois de l'Assomption, construite au XVIIIe siècle et se trouvant en ville.
Les coupoles et l'aspect extérieur de l'église sont restaurés en 2019.